# Coupe de Belgique de football 1991-1992
La Coupe de Belgique 1991-1992 a été remportée le 7 juin 1992 par le Royal Antwerp FC au Stade Jan Breydel à Bruges.

## Finale
| Équipes          | Royal Antwerp FC - FC Malines |
| Score            | 2 - 2 ( 0 - 0, 1 - 1 ), 9 - 8 aux tirs au but |
| Stade            | Stade Jan Breydel, Bruges Spectateurs : 20 000 |
| Buts             | 72e Wim Kiekens (1-0), 88e Zlatko Arambasic (1-1), 95e René Eykelkamp (1-2), 117e Alex Czerniatynski (2-2) |
| Royal Antwerp FC | Ratko Svilar - Wim Kiekens, Nico Broeckaert, Geert Emmerechts, Rudi Smidts - Ronny Van Rethy, Patrick Van Veirdeghem (115e Kari Ukkonen), Hans-Peter Lehnhoff - Dragan Jakovljević, Nico Claesen (91e Willy Vincent), Alex Czerniatynski Entraineur : Walter Meeuws |
| FC Malines       | Michel Preud'homme - Joël Bartholomeeussen, Philippe Albert, Lei Clijsters Davy Gysbrechts - Bruno Versavel, Marc Emmers, Adri Bogers - Zlatko Arambasic, René Eijkelkamp, Francis Severeyns Entraineur : Georges Leekens                                           |